# Gouvães do Douro
Gouvães do Douro ist ein Ort und eine ehemalige Gemeinde im Norden Portugals. Die ehemalige Gemeinde liegt im Weinbaugebiet Alto Douro, das als älteste geschützte Weinbauregion der Welt seit 2001 zum UNESCO-Welterbe gehört. Der namensgebende Fluss Douro durchfließt das Gemeindegebiet, bei der Gemeindeortschaft Pinhão.

## Geschichte
Der heutige Ort entstand nach der mittelalterlichen Reconquista im Zuge der Besiedlungspolitik unter König Sancho I. Er gab dem Goães genannten Ort 1202 erste Stadtrechte, die König Alfons III. 1256 erneuerte und 1257 erweiterte, da bereits als Gouvães geführt. Der Namenszusatz do Douro kam erst später dazu.
1758 hatte Gouvães do Douro 260 Einwohner, im Jahr 1801 waren es bereits 798. Es blieb Sitz eines eigenen Verwaltungskreises, bis der Kreis Gouvães do Douro 1836 aufgelöst wurde, im Zuge der Verwaltungsreformen nach der liberalen Revolution ab 1821 und dem 1834 folgenden Miguelistenkrieg. Es wurde eine Gemeinde des neugeschaffenen Kreises Provesende, bis auch dieser 1853 aufgelöst wurde, seither ist Gouvães do Douro eine Gemeinde des Kreises Sabrosa.
In den 1960er Jahren setze eine Abwanderungsbewegung ein, die bis heute andauert. Hatte die Gemeinde 1950 noch 555 Einwohner, so waren es 2011 nur noch 142. Mit der Gemeindereform 2013 wurde die Gemeinde Gouvães do Douro dann aufgelöst und in die neugeschaffene Gemeinde Provesende, Gouvães do Douro e São Cristóvão do Douro eingegliedert.

## Verwaltung
Gouvães do Douro war Sitz einer Gemeinde (Freguesia) im Kreis (Concelho) von Sabrosa im Distrikt Vila Real. Die Gemeinde hatte 142 Einwohner und eine Fläche von 6,42 km² (Stand 30. Juni 2011).
Folgende Ortschaften und Landgüter (Quintas) gehörten zur Gemeinde:
- Bateiras
- Gouvães do Douro
- Pinhão
- Quinta da Casa Nova
- Quinta da Eira Velha

Mit der Gebietsreform vom 29. September 2013 wurden die Gemeinden Gouvães do Douro, São Cristóvão do Douro und Provesende zur neuen Gemeinde União das Freguesias de Provesende, Gouvães do Douro e São Cristóvão do Douro zusammengeschlossen, Provesende wurde Sitz der Gemeinde.